# Operation Europe: Path to Victory 1939-45
Operation Europe: Path to Victory 1939-45 (Japans: ヨーロッパ戦線) is een videospel dat werd ontwikkeld en uitgegeven door KOEI. Het spel kwam in 1991 uit voor de PC-88. Later volgde ook andere platforms, zoals de Super Nintendo Entertainment System. Het spel is een historische simulatie van de Tweede Wereldoorlog. Met het spel kan de speler twee kanten spelen. Het perspectief van het spel is in de derde persoon.

## Platforms
| Jaar | Platform                                               |
| ---- | ------------------------------------------------------ |
| 1991 | PC-88                                                  |
| 1992 | FM Towns, MSX 2, MSX Turbo R, NES, PC-98, Sharp X68000 |
| 1993 | SNES, Sega Mega Drive                                  |
| 1994 | DOS                                                    |

## Ontvangst
| Beoordeeld door                 | Platform | Datum         | Score |
| ------------------------------- | -------- | ------------- | ----- |
| GamePro (USA)                   | SNES     | juli 1994     | 70%   |
| PC Gamer                        | DOS      | december 1994 | 64%   |
| Electronic Gaming Monthly (EGM) | SNES     | mei 1994      | 62%   |
| High Score                      | DOS      | januari 1996  | 60%   |
| Computer Gaming World (CGW)     | DOS      | april 1995    | 20%   |